# Lupin III - La lampada di Aladino
Lupin III - La lampada di Aladino (ルパン三世 sweet lost night 〜魔法のランプは悪夢の予感〜?, Rupan Sansei - Sweet Lost Night ~Mahō no lamp wa akumu no yokan~, lett. Lupin III - Dolci notti perdute ~La lampada magica è la premonizione dell'incubo~) è il ventesimo special televisivo giapponese di Lupin III, famoso ladro creato da Monkey Punch, diretto da Tetsurō Amino.
È stato trasmesso per la prima volta in Giappone il 25 luglio 2008. In Italia è stato trasmesso per la prima volta il 14 marzo 2009 su Hiro.

## Trama
Lupin va alla ricerca della lampada magica di Aladino per donarla a Fujiko. Quando riesce a trovarla, evoca il Genio della lampada, una giovane e bellissima ragazza, che gli chiede di esprimere un desiderio, pena però il rimuovere i ricordi di metà vita, dalle 7.00 di sera alle 7.00 di mattina. Lupin va a fondo della questione nelle ore diurne, capendo che il genio non è altro che una ragazza normale, Drew che, come lui, ha i ricordi frammentari ed è manipolata dal dr. Eichmann, il quale vorrebbe distruggere ogni uomo non onesto. Alla fine, Lupin scopre che il dottore è morto per una malattia incurabile e le ricerche sono state portate avanti dal suo assistente Adam, fratello di Drew; la stessa Drew era nell'equipe del progetto, che fa gola ad una milizia comandata dal colonnello Garlic. Lupin riuscirà comunque a recuperare la sua memoria e quella di Drew, anche se ciò costerà la vita a Garlic a Adam.

## Doppiaggio
| Personaggio                | Doppiatore originale | Doppiatore italiano |
| -------------------------- | -------------------- | ------------------- |
| Arsenio Lupin III          | Kan'ichi Kurita      | Stefano Onofri      |
| Daisuke Jigen              | Kiyoshi Kobayashi    | Sandro Pellegrini   |
| Fujiko Mine                | Eiko Masuyama        | Alessandra Korompay |
| Goemon Ishikawa XIII       | Makio Inoue          | Antonio Palumbo     |
| Ispettore Koichi Zenigata  | Gorō Naya            | Rodolfo Bianchi     |
| Drew / Genio della Lampada | Misato Tanaka        | Valeria Vidali      |
| Colonnello Aglio           | Banjō Ginga          | Nicola Marcucci     |
| Jodan                      | Rokurō Naya          | Marco Bassetti      |
| Dr. Eichmann               | Satoshi Sasaki       | Emilio Cappuccio    |
| Adam                       | Masato Hagiwara      | Valerio Sacco       |

- Doppiaggio originale:
  - Nota: Banjō Ginga, doppiatore originale di Garlic in questo film, aveva già avuto un'esperienza di doppiaggio in Lupin III: aveva doppiato Jigen ne La cospirazione dei Fuma.
- Doppiaggio italiano:
  - A cura di: Ludovica Bonanome
  - Casa di doppiaggio: Bideri Comunicazione
  - Dialoghi: Marina D'Aversa
  - Direzione del doppiaggio: Nicola Marcucci
  - Sonorizzazione: PCM Audio
  - Assistente al doppiaggio: Aaron Prando
  - Mixage: Christian Polini

## Trasmissione italiana
In Italia lo special è stato trasmesso per la prima volta il 14 marzo 2009 su Hiro, in versione integrale con intere anche le sigle originali, anche se quella di testa è senza titoli, con la sola aggiunta del titolo italiano del film. In chiaro è stato trasmesso da Italia 1 il 18 aprile 2010.

## Edizioni home video
Lo special è stato pubblicato in DVD edito da Yamato Video in allegato al quotidiano La Gazzetta dello Sport il 4 novembre 2011.
Il 10 luglio 2012 è uscita l'edizione Yamato Video in DVD e Blu-ray Disc. L'edizione in Blu-ray è stata racchiusa anche nel BD Box "Lupin III - Red Box", contenente anche i Blu-ray Disc dei film Il castello di Cagliostro e La pietra della saggezza.

## Colonna sonora
La colonna sonora di questo special è stata composta da Yūji Ōno. La sigla di apertura è Rupan Sansei no Theme '78 (versione 2002).
Lo stesso Ōno è apparso in forma animata in un cameo nel film, mentre suona il piano.